# سركوك
سُركوك (الاسم العلمي Sarcococca)، جنس جنبات معمرة من فصيلة البقسية. موطنها الشرق الأقصى. سوقها فرغاء منتصبة تعلو من 100 إلى 200 سم. أوراقها صغيرة لاقياسية الشكل. ازهارها وحيدة المسكن صفراء اللون. ثمارها نووية.
الاسم مشتق من اللغة الإغريقية، مركب من كلمتين (σάρξ (sárx) κόκκος (kókkos وتعني «توت لحمي».

## أنواع مختارة
- سركوك ملتبس Sealy - Sweet box
- سركوك هوكر Baill.
- Sarcococca humilis Stapf
- Sarcococca longifolia M. Cheng
- Sarcococca longipetiolata M. Cheng
- سركوك شرقي C. Y. Wu
- Sarcococca pruniformis (Saracodine courier)
- سركوك سفندري الورق Stapf
- سركوك صفصافي الورق (D. Don) Mull.-Arg.
- Sarcococca vagans Stapf
- Sarcococca wallichii Stapf
- سركوك سيلاني Baill.